# Hastings (Iowa)
Pour les articles homonymes, voir Hastings.
Hastings est une ville du comté de Mills, en Iowa, aux États-Unis. Elle est fondée en 1872 et incorporée le 26 mai 1879.

## Source de la traduction
- (en) Cet article est partiellement ou en totalité issu de l’article de Wikipédia en anglais intitulé « Hastings, Iowa » (voir la liste des auteurs).